# Kyren Wilson
Kyren Wilson (Kettering, 23 de diciembre de 1991) es un jugador de snooker inglés, ganador de diez títulos de ranking, entre ellos, el Campeonato Mundial de Snooker de 2024.